# The Fratellis
The Fratellis — британская инди-рок-группа. По слухам название группы взято от фамилии героя фильма «Балбесы», но сама группа эти слухи опровергла.

## Состав
- Джон Лоулер — Jon Fratelli — вокал, гитара
- Барри Уэллес — Barry Fratelli — бас-гитара
- Гордон Макрори — Mince Fratelli — барабаны, бэк-вокал и иногда банджо и гитара

## История
The Fratellis впервые сыграли 4 марта 2005 г. в баре O'Henry в Глазго. Есть много версий того, как встретились участники группы The Fratellis. Одна из них, например, гласит, что Джон, Барри и Гордон познакомились, размещая рекламные объявления в музыкальных магазинах.
Но на самом деле можно сказать, что основал группу барабанщик и бэк-вокалист Гордон, который разместил объявление о том, что ищет участников для новой группы.
В результате к нему присоединились Барри Уэллес (бас-гитара) и Джон Лоулер (вокал, гитара).

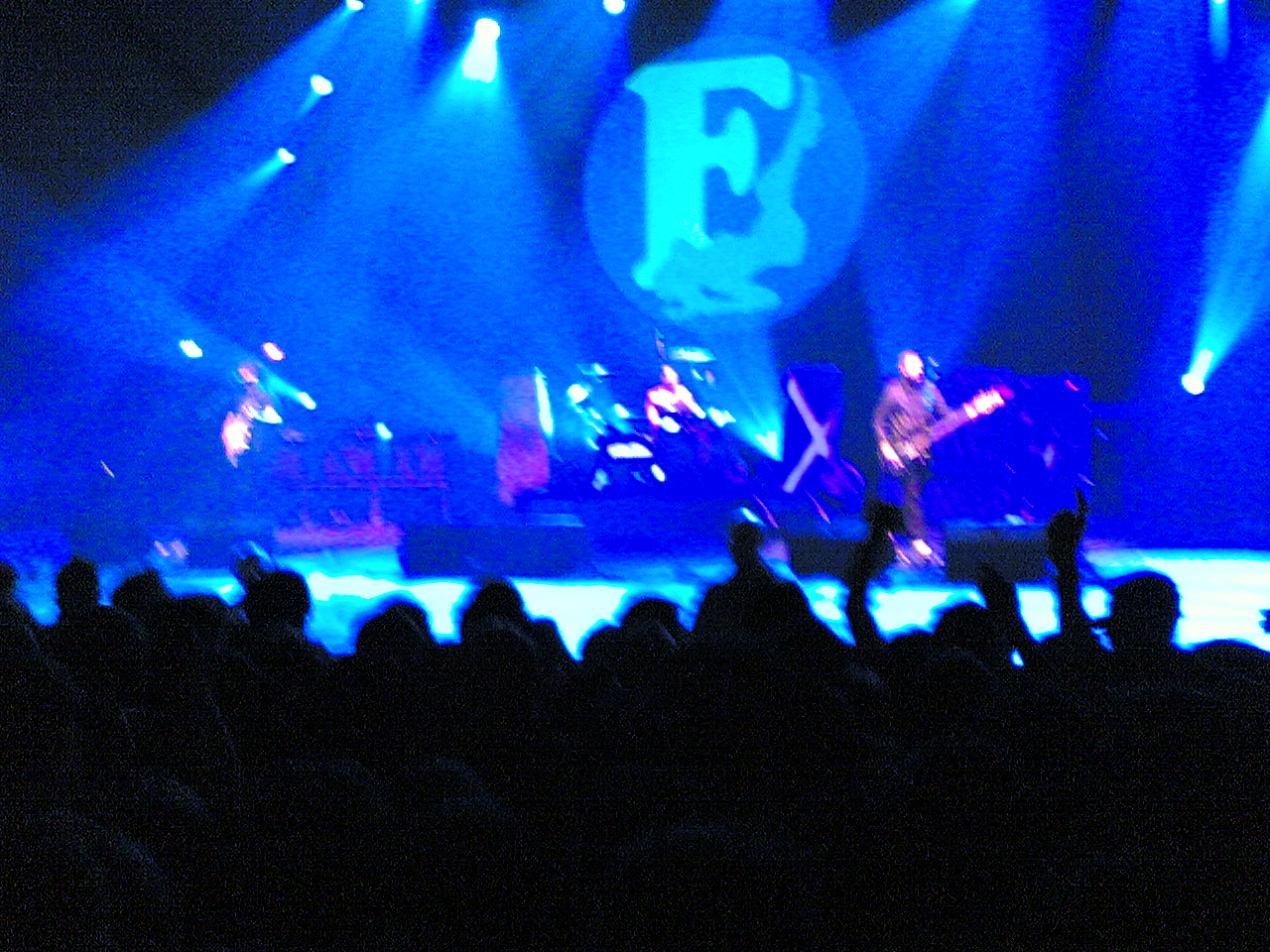
The Fratellis в 2007 году

Относительно названия группы есть несколько основных версий. Слово «fratelli» в переводе с итальянского обозначает «братья», следовательно, слово «fratellis» (с добавленным английским окончанием «s») можно рассмотреть как намёк на хорошие дружественные отношения между участниками). Некоторые утверждали, что название позаимствовано из фильма Ричарда Доннера 1985 года, Балбесы (The Goonies), однако, сама группа опровергла подобные слухи в прямом эфире на «BBC Radio 2» в шоу Джонатана Росса 9 сентября 2006 года.
Немного позже группа все же сообщила, что название они решили взять от девичьей фамилии матери басиста Барри. Все трое участников взяли эту фамилию как псевдоним. Гордон к тому же решил изменить себе имя, назвав себя Минсом. Так называемый Минс, иногда исполняет гитарные партии, играет на банджо и отвечает за бэк-вокал.

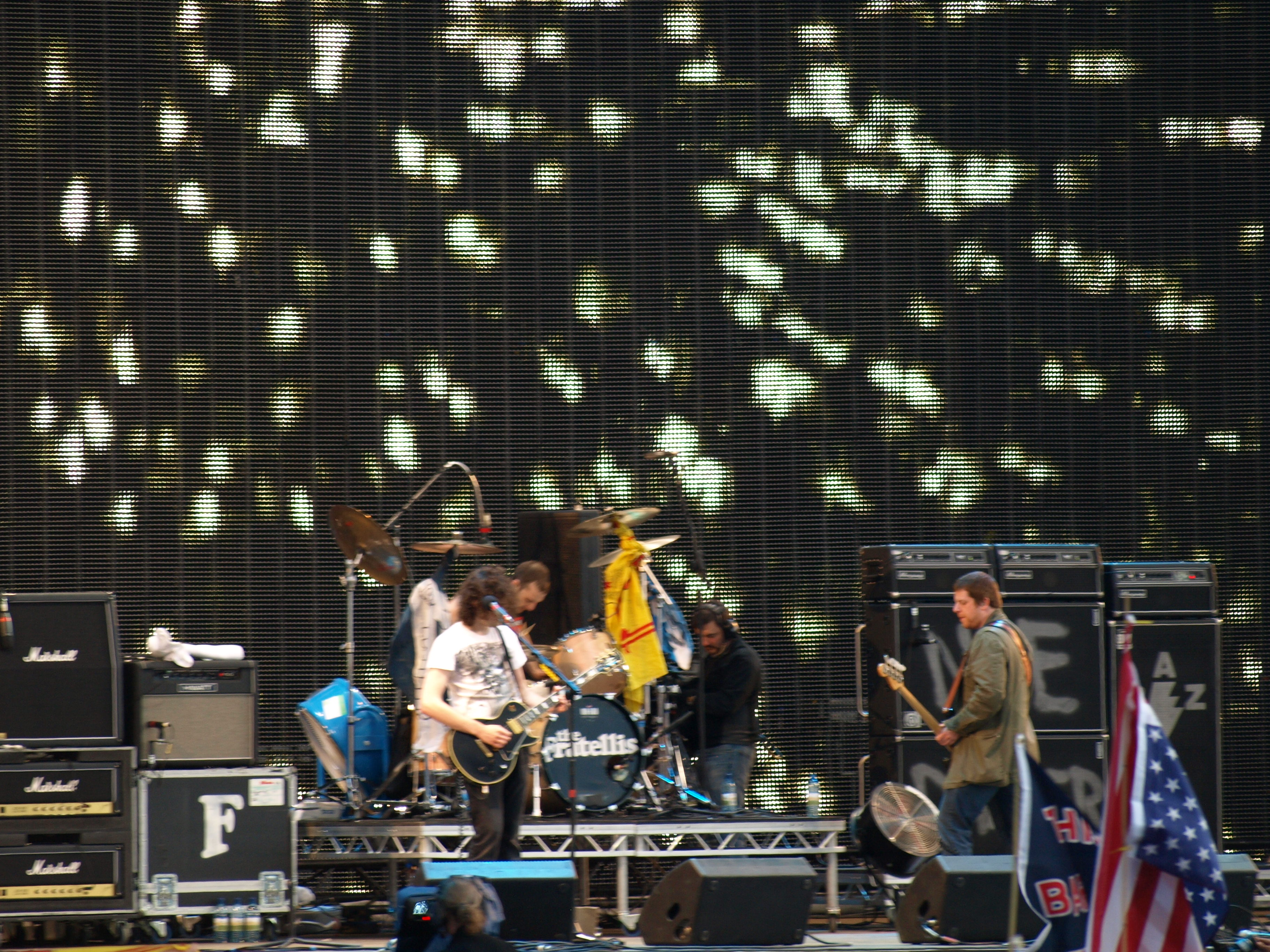
The Fratellis на выступлении в Шотландии.

Кроме того, помимо ненастоящей фамилии участники создали себе и придуманные биографии. Многие группы (среди них и The Fratellis) полностью сформировали свой образ и стиль, чтобы привлечь больше внимания, добиться признания у слушателей.
«New Musical Express» в одном из своих номеров посвятил The Fratellis статью и предсказал, что они должны стать лучшей группой Великобритании, что, в общем-то говоря, и сбылось 14 февраля 2007 года, когда группа выиграла звание «Лучший британский прорыв года».
В октябре 2006 года The Fratellis стали хедлайнерами «02 NME Rock’n’Roll Riot Tour». В прошлые годы подобной чести удостаивались Razorlight и Kaiser Chiefs.
«Это очень круто! Я чувствую себя котом, который добрался до банки со сливками — никак не могу избавиться от довольной улыбки на своей физиономии!» — так сказал о успехе группы солист Джон Фрателли.
3 апреля 2006 года ограниченным тиражом вышел мини-альбом «The Fratellis EP». Он очень быстро распродался в основном благодаря песне Creepin Up the Backstairs — очень мелодичной, драйвовой и весёлой.
Полный дебютный альбом The Fratellis под названием «Costello Music» вышел в Великобритании 11 сентября 2006 года. Он почти сразу же взлетел на 2-е место в британском хит-параде альбомов, где продержался около 2-3 недель.
О названии альбома, как и о названии группы, можно услышать много разных версий. Например кто-то считает, что название позаимствовали у студии, где проходили репетиции трио.
Есть так же версия, что название парни взяли из фильма «Still Crazy», в которой рассказывается о вымышленной группе Strange Fruit. В фильме один из участников группы, Тони Костелло, отвечая на звонки, обычно говорил что-то вроде «Музыка Костелло, доброе утро» («Costello Music, good morning»).

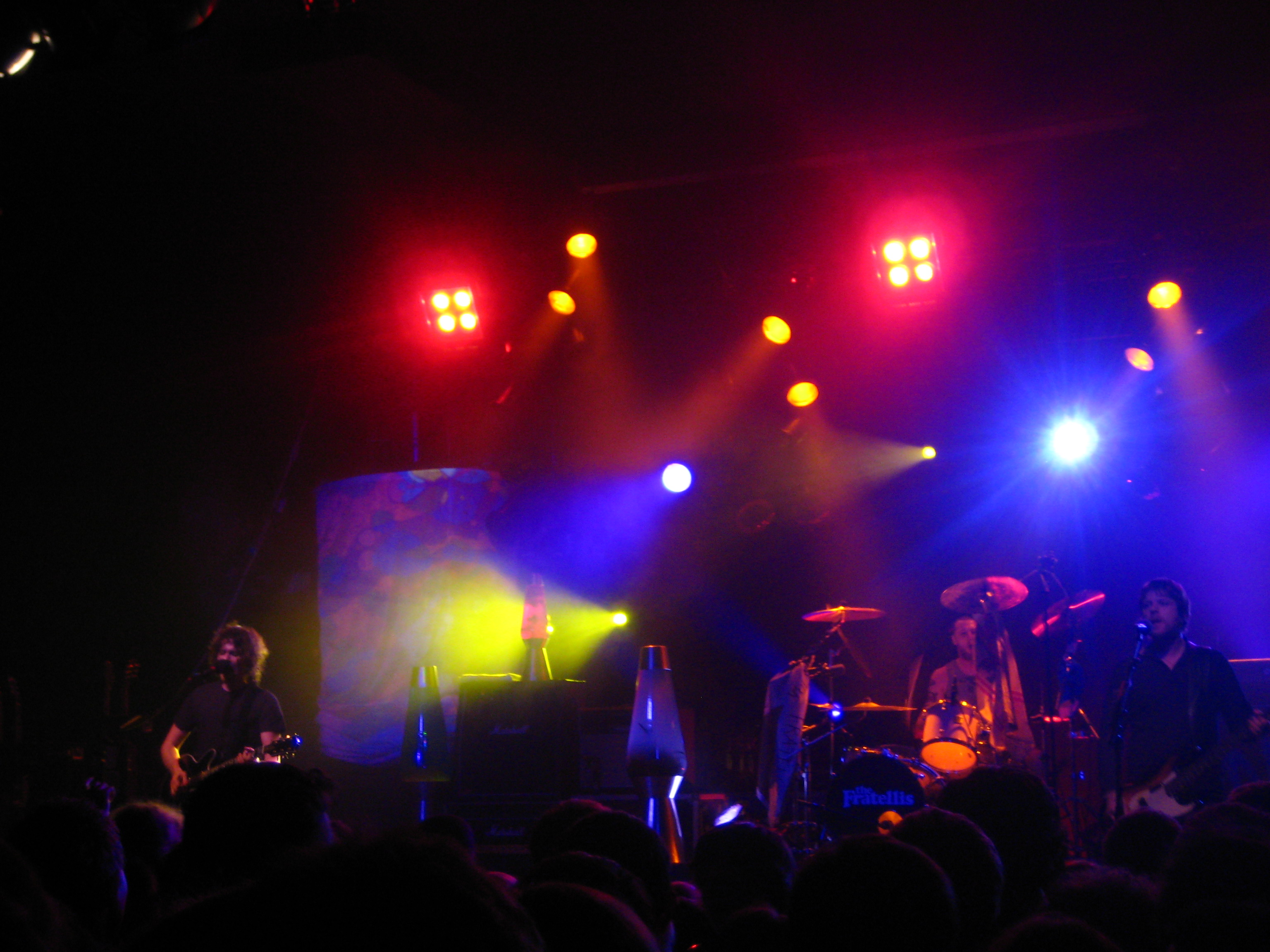
The Fratellis выступают в Бирмингемской академии в 2008 году.

Все дело в том, что во время получения своей награды на церемонии «BRIT Awards», музыканты поблагодарили всех участников Strange Fruit, сказав, что без их помощи группу The Fratellis никогда бы не собрали.
Но в одном интервью Джон Фрателли объяснил, что название альбома они придумали сами, поскольку являются поклонниками Элвиса Костелло.
Композиции The Fratellis так же можно услышать в английской комедии «Hot Fuzz» («Типа крутые легавые»).
В неё вошла песня «Baby Fratelli», и к тому же специально для фильма трио записали кавер-версию песни T. Rex, «Solid Gold Easy Action».
Драйвовый, мелодичный и просто веселый «Costello Music» чем-то напоминает такие известные группы, как Dirty Pretty Things, Arctic Monkeys и т. д., но это скорее комплимент в адрес группы, чем обвинение. Они не воспринимают себя так серьёзно, как некоторые исполнители, им больше нравится сосредоточить своё внимание на веселье.
26 мая 2008 года выходит сингл «Mistress Mabel», предшествующий альбому «Here we stand», выходящему 9 июня.
18 августа выходит EP Look Out Sunshine!, содержащий Look Out Sunshine, B Movie Saga и Z Movie Saga на CD, Look Out Sunshine и The Good Lifе на виниле. Здесь же басист группы Барри пробует себя в роли вокалиста.
9 июня 2008 в Британии, а затем 10 июня того же года в США вышел второй альбом группы Here We Stand. Несмотря на некоторые негативные отзывы критиков и фанатов, 15 июня пластинка оказалась на пятом месте в британском-хит параде. Второй альбом Fratellis занял значительно высокие строчки рейтингов, несмотря на то, что долгожданный четвёртый альбом Coldplay, проданный тиражом более 300 тыс. копий на этой неделе, был выпущен на той же неделе.
22 декабря 2008-го года выходит сингл «A Heady Tale».
Зимой 2009-го Джон объявляет, что занят новым проектом и Fratellis уходят в отпуск. Codeine Velvet Club выпускают одноимённый альбом 28/12/09. Группа состоит из 2-х человек — Джона Лоулера и Лу Хики.
25 апреля 2010 года, было объявлено, что группа The Fratellis прекратила своё существование.
В июне 2012 группа объявила о воссоединении ради сбора средств для The Eilidh Brown Memorial Fund. В течение сентябрьского тура группа презентовала две песни: «This Old Ghost Town» (также ранее исполнялась Джоном на сольных концертах) и «Rock 'n' Roll Will Break Your Heart». Fratellis в октябре сообщили, что приступили к записи нового альбома. На апрель 2013 запланирован семиконцертный тур по Великобритании. 7 октября запланирован релиз 3 альбома «We need medicine».

## Дискография

### Студийные альбомы
- Costello Music (2006): #2 UK, #48 US
- Here we stand (2008): #5 UK
- We Need Medicine (2013): #26 UK
- Eyes Wide, Tongue Tied (2015): #16 UK
- In Your Own Sweet Time (2018): #5 UK
- Half Drunk Under a Full Moon (2020)

### Мини-альбомы
- The Fratellis EP (Nomadic Music), 3 April, 2006
- Flathead EP (Universal-Island Records), 23 January, 2007 (US only)
- Ole Black 'n' Blue Eyes EP (Drop The Gun Recordings), June, 2007

### Синглы
| Год  | Сингл                       | Позиция в чартах | Позиция в чартах | Позиция в чартах | Альбом         |
| Год  | Сингл                       | UK               | US               | U.S. Modern Rock | Альбом         |
| ---- | --------------------------- | ---------------- | ---------------- | ---------------- | -------------- |
| 2006 | «Henrietta»                 | 19               |                  |                  | Costello Music |
| 2006 | «Chelsea Dagger»            | 5                |                  |                  | Costello Music |
| 2006 | «Whistle for the Choir»     | 9                |                  |                  | Costello Music |
| 2007 | «Flathead» (Downloads Only) | 67               | 73               | 33               | Costello Music |
| 2007 | «Baby Fratelli»             | 24               |                  |                  | Costello Music |
| 2007 | «Mistress Mabel»            | 23               |                  |                  | Costello Music |

## Награды
| Дата            | Награда                                       | Шоу                           |
| --------------- | --------------------------------------------- | ----------------------------- |
| 14 февраля 2007 | Лучший британский прорыв года                 | BRIT Awards 2007              |
| 27 января 2008  | Лучшая европейская группа разрушающая границы | EBBA 2008                     |
| 4 июля 2008     | Лучшая британская группа                      | 33-я премия "Серебряный ключ" |

## Интересные факты
- The Fratellis отказались спеть для Дэвида Бэкхэма.[2]
- «Chelsea Dagger» играет после каждой забитой шайбы хоккейной командой Чикаго Блэкхокс в Юнайтед Центре[3].
- «Flathead» играет в рекламе iPod.[4]